# لارس ميكلسن
لارس ميكلسن (بالإنجليزية: Lars Mikkelsen)‏ (و. 1964 – م) هو ممثل تلفزيوني، وممثل من الدنمارك .

## التعليم
تعلم في جامعة كوبنهاغن

## روابط خارجية
- لارس ميكلسن على موقع IMDb (الإنجليزية)
- لارس ميكلسن على موقع قاعدة بيانات الأفلام العربية
- لارس ميكلسن على موقع ألو سيني (الفرنسية)
- لارس ميكلسن على موقع ميوزك برينز (الإنجليزية)
- لارس ميكلسن على موقع أول موفي (الإنجليزية)
- لارس ميكلسن على موقع قاعدة بيانات الأفلام السويدية (السويدية)
- لارس ميكلسن على موقع ديسكوغز (الإنجليزية)
- لارس ميكلسن على موقع قاعدة بيانات الفيلم (الإنجليزية)
- لارس ميكلسن على موقع كينوبويسك (الروسية)